# Jean Charlemagne Maynier
Jean Charlemagne Maynier de la Salle ou Meynier, né le 20 mai 1749 à Publy (Jura), mort le 14 janvier 1819 à Montpellier (Hérault), est un général français de la Révolution et de l’Empire.

## États de service
Le 15 mars 1763, il est reçu page du roi en sa grande écurie, et il obtient une sous-lieutenance le 14 juillet 1766, au régiment de Belsunce-dragons. Il est nommé lieutenant en 1769, capitaine en 1771, et mestre de camp en 1774. Il est fait chevalier de Saint-Louis en 1782.
Lieutenant-colonel au régiment de Lorraine cavalerie, il est nommé colonel le 1er janvier 1784, au régiment d'Agénois.
Il est promu maréchal de camp le 7 août 1790, et en avril 1791, il est employé dans la 6e division militaire. En décembre 1791, il prend la place de Toulongeon à la tête de la 6e division, mais il démissionne pour raison de santé en mai 1792. 
Il est maire de Lunel-Viel de 1812 à 1815 et en 1816.
Il est admis à la retraite en 1815.
Il meurt le 14 janvier 1819, à Montpellier.

## Sources
- (en) « Generals Who Served in the French Army during the Period 1789 - 1814: Eberle to Exelmans »
- Jean Charlemagne Meynier de la Salle  sur roglo.eu
- Côte S.H.A.T.: 4 YD 3441
- Georges Six, Dictionnaire biographique des généraux & amiraux français de la Révolution et de l'Empire (1792-1814) Paris : Librairie G. Saffroy, 1934, 2 vol.